# 田宮武
田宮 武（たみや たけし、1933年4月18日 - 2001年5月5日）は、日本の社会学者。
和歌山県橋本市出身。1959年、関西大学大学院法学研究科政治学専攻修士課程修了。関西大学社会学部助教授、教授。差別問題、マスコミ論などを論じた。在任中に死去。

## 著書
- 『生きて闘って 南但馬の部落差別と解放運動』兵庫部落解放研究所 1982
- 『文学にみる差別表現論 —『ピノキオ』と『破戒』をもとに—』明石書店、1984年11月30日。(要登録)
- 『マスコミと差別語の常識』明石書店、1993年3月31日。ISBN 4-7503-0492-1。(要登録)
- 『人権意識論』明石書店 1995
- 『マスコミと差別表現論』明石書店 1995
- 『テレビ報道論』明石書店 1997

### 共編著
- 『放送論概説』津金沢聡広共編 ミネルヴァ書房 1975
- 『放送文化論』津金沢聡広共編著 ミネルヴァ書房 1983
- 『被差別部落の生活と闘い』編 明石書店 1986
- 『現代メディア論』香内三郎、岩倉誠一、山本武利、後藤和彦、安川一、川井良介共著 新曜社 1987
- 『被差別部落の暮らし』編 明石書店 被差別部落に生きる人たち 1989
- 『新聞記事からみた水平社運動』編 関西大学出版部 1991
- 『テレビ放送への提言』津金澤聰廣共編著 ミネルヴァ書房 1999

## 論文
- <田宮武